# José María Moncada
José María Moncada Tapia (San Rafael del Sur, 1870 - Manágua, 1945) foi um político e militar nicaragüense presidente entre 1929 e 1933.

## Vida
Em sua juventude, trabalhou como professor e jornalista, que em 1910 assumiu as armas em favor da revolução que derrubou o governo de José Santos Zelaya. Ele fazia parte do novo governo como ministro do Interior até que ele foi forçado a emigrar para a Costa Rica. Em 1926, voltou para a Nicarágua e contra o governo de Adolfo Díaz.
Ele alcançou a patente de General e participou activamente na guerra civil que se desenvolveu entre 1926 e 1927 entre os partidários do general Emiliano Chamorro e constitucional o presidente da ideologia liberal, Juan Bautista Sacasa, que apoiava por afinidades ideológicas.
Após o desembarque de tropas dos Estados Unidos em Puerto Cabezas, em 24 de dezembro de 1926, Moncada, chefe do governo liberal criado, entrou em negociações com os americanos e em 4 de maio de 1927, em Tipitapa, assinaram o Pacto de Espino Negro, pelo qual se comprometeu a alcançar a paz no país e realizar eleições. Após a assinatura do Pacto, Moncada entrou em negociações com o constitucionalista geral Augusto César Sandino, para que cedam os seus braços e aceitem a ocupação temporária do país, mas os seus esforços foram inúteis e não puderam chegar a sua rendição.
Nas eleições 1928, Moncada obteve a vitória como um representante do Partido Liberal e tomou posse em 1º de janeiro de 1929. Ao longo de seu governo enfrentou uma revolta de Sandino, Moncada foi vendido para os interesses da potência estrangeira. Além disso, o novo presidente teve de enfrentar o impacto que a crise econômica de 1929 na Nicarágua. Moncada tinha o apoio total do Congresso, que tinha uma maioria liberal, e realizou algumas reformas económicas e políticas destinadas a mitigar os efeitos da crise, embora em todas as vezes que diz respeito interesses americanos na área.

## Ligações Externas
- Encyclopaedia Britannica online - José María Moncada (president of Nicaragua)
- Biografia de José María Moncada